# Zdorivka, Vasîlkiv
Zdorivka (în ucraineană Здорівка) este o comună în raionul Vasîlkiv, regiunea Kiev, Ucraina, formată numai din satul de reședință.

## Demografie
Componența lingvistică a comunei Zdorivka
     Ucraineană (95,45%)
     Rusă (4,02%)
     Alte limbi (0,29%)
Conform recensământului din 2001, majoritatea populației comunei Zdorivka era vorbitoare de ucraineană (95,45%), existând în minoritate și vorbitori de rusă (4,02%).